# Armando Maribona
Armando R. Maribona y Pujol (Cárdenas, c. 1893-La Habana, 1964) fue un dibujante, caricaturista, profesor, periodista y escritor cubano.

## Biografía
Nació en 1893 o 1894 en la ciudad de Cárdenas, perteneciente a la provincia de Matanzas. Interesado por el turismo,  cultivó la caricatura y la pintura. Falleció en marzo de 1964 en La Habana. Trabajó para el Diario de la Marina, además de aparecer como colaborador de publicaciones periódicas como El Imparcial de Guatemala.